# Enciclopèdia Prolexis
Enciclopèdia Prolexis (en croat: Proleksis enciklopedija) és una enciclopèdia general i nacional en línea escrita en croat.
Es va publicar en 20 volums amb 6.000 pàgines, 80.000 articles i 19.000 il·lustracions des del maig del 2005 fins a finals del 2007. Es venia amb un volum mensual, juntament amb el diari Večernji list. El 2009 es va publicar la seva 21a edició. El seu abast es inferior que el de la Enciclopèdia General de l'Institut Lexicogràfic Iugoslau (Opća enciklopedija JLZ), publicada del 1977 al 1982.
El 2009 es va presentar una versió per Internet amb uns 62.000 articles i 17.000 fotografíes, il·lustracions i mapes. El consell editorial de l'enciclopèdia està format per 9 persones i hi han treballat a l'enciclopèdia més de 50 editors, col·laboradors i autors d’articles. Els usuaris no poden canviar el contingut de l'enciclopèdia directament, però poden publicar comentaris i correccions o enviar articles nous, tot subjecte a l’aprovació del Consell Editorial. Es va crear arran de la cooperació entre la xarxa nacional d'investigació i educació croata CARNet i Pro Leksis d.o.o., amb el suport del Ministeri de Ciència, Educació i Esports de Croàcia.